# Rotenberg (Höhenzug)

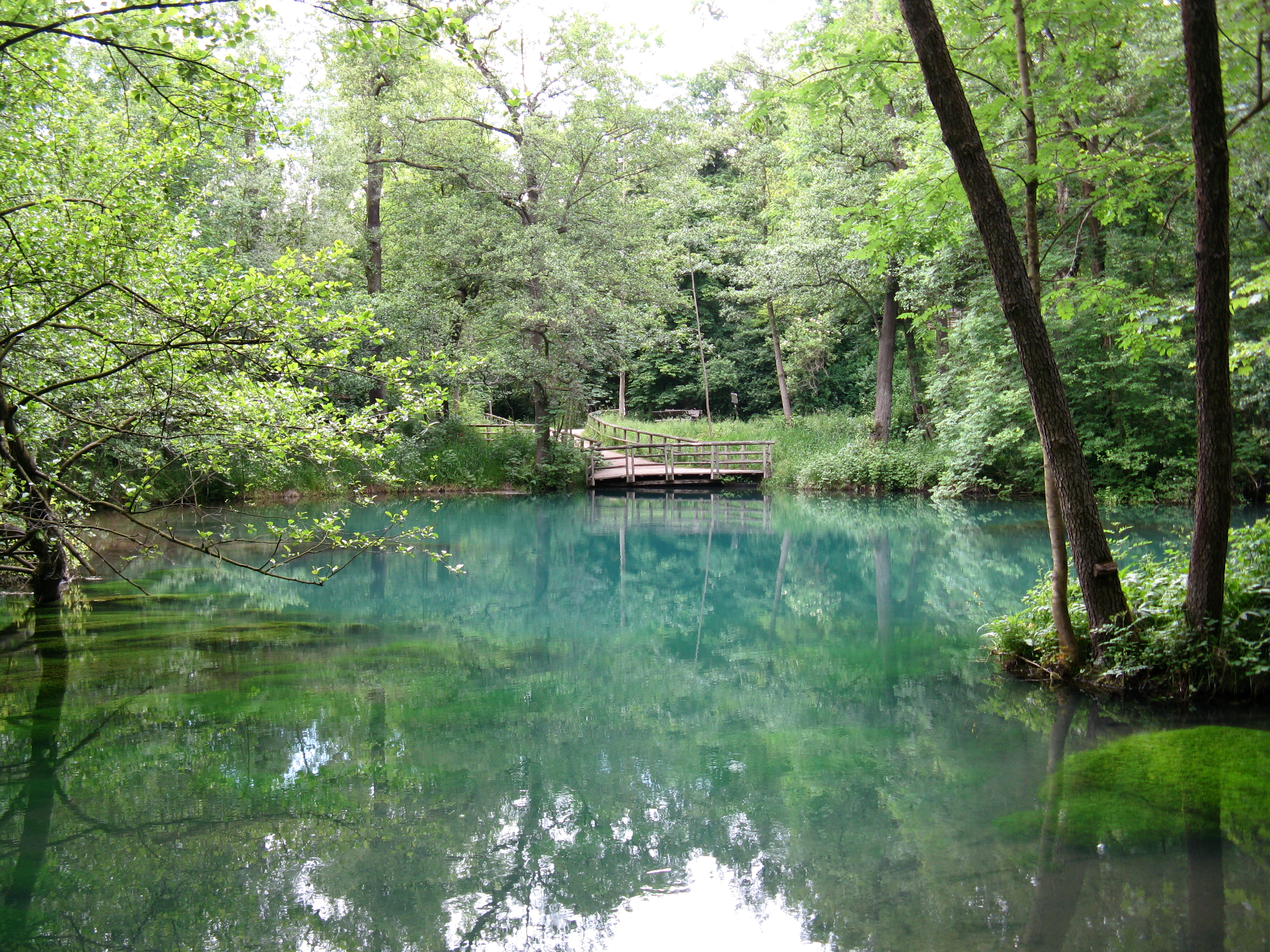
Hauptquelltopf der Rhumequelle; nahe Rhumspringe im Ostteil des Rotenbergs

Der Rotenberg ist ein bis 317,3 m ü. NHN hoher Höhenzug des Niedersächsischen Berglands im Landkreis Göttingen im Südostteil Südniedersachsens (Deutschland).

## Geographie

### Lage
Der in Nordwest-Südost-Richtung ausgerichtete Höhenzug Rotenberg, der etwa 14 km lang und bis 2 km breit ist, liegt im Südosten des Niedersächsischen Berglands. Er befindet sich im südwestlichen Harzvorland etwa zwischen Wulften im Nordwesten, Hattorf am Harz und Pöhlde im Norden, Silkerode im Osten, Rhumspringe und Gieboldehausen im Süden und Bilshausen im Westen. Etwas entfernt liegen Osterode am Harz im Norden, Herzberg am Harz im Nordosten, Bad Lauterberg im Osten, Duderstadt im Süden, Göttingen im Südwesten und Northeim im Nordwesten.
Umgeben ist der Rotenberg von diesen Höhen- und Mittelgebirgszügen: Harz im Norden und etwas entfernt liegen jeweils das Ohmgebirge im Südosten sowie der Göttinger Wald im Südwesten.
Die höchste Erhebung des Rotenbergs ist mit 317,3 m ü. NN der gleichnamige Rotenberg, der sich in seinem äußersten Südostteil unweit westlich der Landesgrenze zu Thüringen erhebt. Der Höhenzug fällt noch Nordosten relativ steil zum Pöhlder Becken ab und nach Südwesten zum Rhumetal relativ flach und mit einer stärkeren Gliederung. Jenseits der Landesgrenze geht der Höhenzug in östlicher Richtung in die nördliche Berglandschaft des Eichsfelds bzw. mit dem Silkeroder Hügelland in südliche Ausläufer des Harzes über.
Der Rotenberg liegt auf der Wasserscheide zwischen Oder und Beber im Norden sowie Rhume und Eller im Süden, wobei er von den Fließgewässern direkt eingerahmt wird. Diese Flüsse und die kleinen Bäche, die im Höhenzug entspringen, gehören zum Einzugsgebiet der einige Kilometer westlich verlaufenden Leine.

### Naturräumliche Zuordnung
Der Höhenzug Rotenberg gehört in der naturräumlichen Haupteinheitengruppe Niedersächsisches Bergland (Nr. D36), in dessen Teil Weser-Leine-Bergland (37) und in der Haupteinheit Eichsfelder Becken (Goldene Mark; 374) zum Naturraum (Untereinheit) (Der) Rotenberg/Rhumebergland (374.50/374.5). Die Landschaft fällt nach Südwesten in die Untereinheit Rhume-Aue/Rhume-Eller-Aue (374.4) ab und leitet nach Südosten in das Silkeroder Hügelland (374.51) über. Nach Nordosten fällt sie in den Naturraum Schotterfluren der Rhume, Oder und Sieber (376.23) ab, der zur Untereinheit Südwestliches Harzvorland im engeren Sinne/Osterode-Herzberger Vorland (376.2) zählt.

### Erhebungen

Panoramabild des Rotenberges aus nördlicher Richtung

Zu den Erhebungen im und nahe dem Höhenzug Rotenberg gehören:
- Rotenberg (317,3 m) – südöstlich von Pöhlde, nahe der Grenze zu Thüringen
- Schiebehalbe (290,2 m) – südwestlich von Pöhlde
- Heimkenberg (274,1 m) – südlich von Hattorf
- Kethanteichskopf (259,8 m) – westlich von Pöhlde
- Steinberg (254,6 m) – südsüdöstlich von Hattorf
- Rollershauser Kopf (245,3 m) – südwestlich von Hattorf
- Hohe Warte (241 m) – nördlich von Wollershausen
- Finnenkopf (ca. 238 m) – südöstlich von Pöhlde
- Bornberg (237,8 m) – nordöstlich von Rhumspringe
- Spitzenröder Berg (ca. 239 m) – östlich von Rhumspringe
- Bilshäuser Kopf (236,3 m) – östlich von Bilshausen
- Mittelberg (ca. 236 m) – nordöstlich von Wollershausen
- Thiershäuser Berg (ca. 215 m) – nördlich von Gieboldehausen

### Fließgewässer

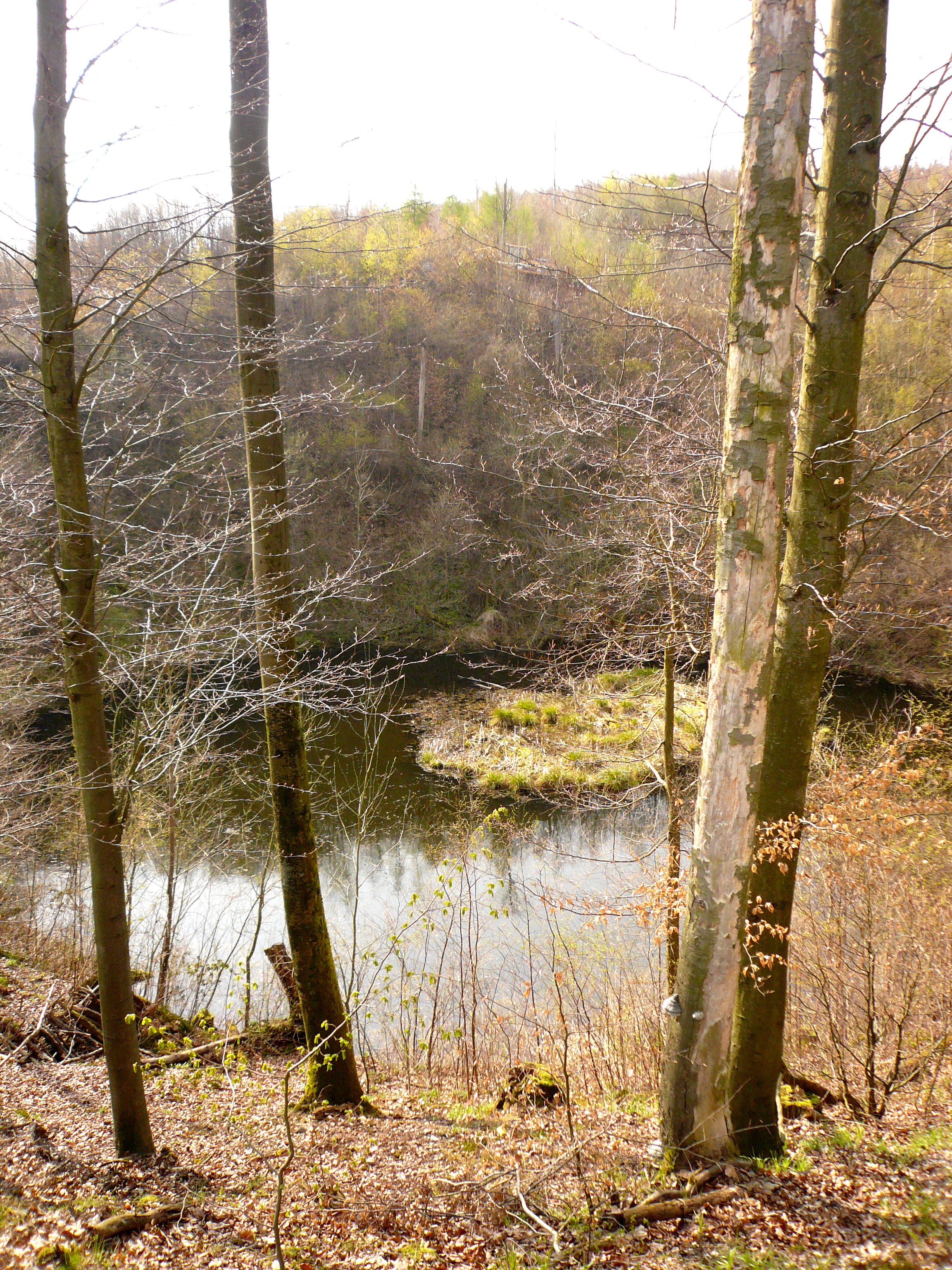
Schwimmende Insel, ein Erdfall des Rotenbergs

Zu den Fließgewässern im und am Höhenzug Rotenberg gehören:
- Beber, entspringt südlich von Bad Lauterberg bzw. des Harzes, passiert den Rotenberg im Norden, südöstlicher Oder-Zufluss
- Eller, entsteht östlich des Rotenbergs, passiert ihn im Süden, südöstlicher Zufluss der Rhume
- Hahle, entspringt nahe Worbis, steuert von Süden auf den Rotenberg zu, mündet aber zuvor in die Rhume
- Oder, entspringt im Südwestteil des Harzes, passiert den Rotenberg im Norden, östlicher Zufluss der Rhume
- Rhume, entspringt im Ostteil des Rotenbergs, passiert ihn im Süden, östlicher Zufluss der Leine

### Ortschaften
Zu den Ortschaften am Höhenzug Rotenberg gehören:
- Bilshausen, westlich des Rotenbergs, Landkreis Göttingen
- Gieboldehausen, südlich des Rotenbergs, Landkreis Göttingen
- Hattorf am Harz, nördlich des Rotenbergs, Landkreis Göttingen
- Pöhlde, nördlich des Rotenbergs, Landkreis Göttingen
- Rhumspringe, südlich des Rotenbergs, Landkreis Göttingen
- Silkerode, östlich des Rotenbergs (bereits im benachbarten Thüringen)
- Wollershausen, südlich des Rotenbergs, Landkreis Göttingen
- Wulften, nordwestlich des Rotenbergs, Landkreis Göttingen

## Historisches
Der Rotenberg ist eine alte Grenzregion mit einer mittelalterlichen Landwehr zum Schutz der Goldenen Mark, von der aber keine sichtbaren Zeichen mehr vorhanden sind. Über seinen Kamm verlief mit dem Fastweg bis ins späte Mittelalter eine Handelsstraße.

## Sehenswertes

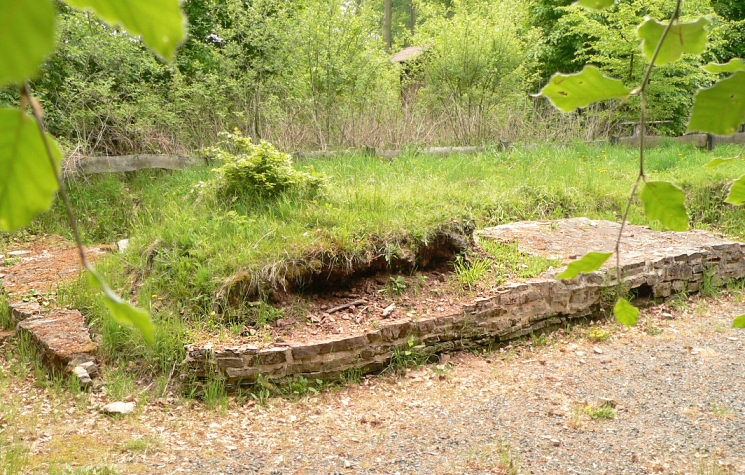
Ausgegrabenes Zangentor der Wallburg Pöhlde auf dem Rotenberg

Neben der teils bewaldeten Landschaft des Rotenbergs gehören zu seinen Sehenswürdigkeiten die Rhumequelle (nordöstlich von Rhumspringe) und der Erdfall Schwimmende Insel. Darüber hinaus liegt auf dem Rotenberg etwas südlich von Pöhlde die Wallburg Pöhlde als ehemalige Fliehburg, die einer Sage nach auch als König Heinrichs Vogelherd bezeichnet wird. An der Befestigungsanlage führte der Fastweg vorbei, eine aus Mitteldeutschland nach Westen führenden Heer- und Handelsstraße. Einige Hügelgräber weisen auf eine frühgeschichtliche Besiedelung hin. Mehrere Teiche, die unter anderem der Fischwirtschaft dienen, lockern das Landschaftsbild auf. Im östlichen Randbereich des Rotenberges befindet sich ein Jugendwaldlager und der Golfplatz Rotenberghaus.

## Wandern
Der nur an seinen Rändern besiedelte Rotenberg ist von mehreren Wanderwegen durchzogen, auf denen die teils bewaldete Landschaft erkundet werden kann. Unter anderem verläuft der Solling-Harz-Querweg, der in Hardegsen beginnt und an der Rhumequelle endet, auf den Kamm des Rotenberges.

## Verkehrsanbindung
Zu erreichen ist der Rotenberg über die überregionalen Bundesstraßen 247, die den Höhenzug in Nordwest-Süd-Richtung tangiert und die 243, die ihn nordwestlich passiert. Die 27 und die Landesstraße 530 überqueren den Höhenzug in Südwest-Nordost-Richtung. Mit weiteren Landes- und Kreisstraßen, die in umrunden, werden die Orte Wulften, Pöhlde und Rhumspringe und Bilshausen miteinander verbunden. 1974 wurde ein neuer Streckenabschnitt der B 27 über den Kamm des Rotenberges übergeben, der den alten engen und kurvenreichen Straßenabschnitt ersetzte. Eine Brücke für den historischen Fastweg überspannt dabei die B 27 in 13 Metern Höhe.
Von 1911 bis 1961/82 überquerte die Bahnstrecke Bleicherode–Herzberg mit den Bahnhöfen Rhumspringe und Pöhlde den Höhenzug, die heute teilweise als Radweg genutzt wird.